# Galateia
Galateia, na mitologia grega, é uma nereida, filha de Nereu e Dóris. Andava em uma carruagem puxada por golfinhos. Seu nome significa "donzela branca". Vivia nas costas da Sicília. Passava seu tempo brincando nas ondas do mar. Certo dia, Galateia se apaixonou pelo pastor Ácis. Um dia a jovem foi vista pelo ciclope Polifemo, que se apaixonou por ela. Este era um dos temíveis e monstruosos ciclopes, gigantes de um só olho, que habitavam aquela ilha. Galateia, porém, era enamorada do belo Ácis, filho do deus Pã e de uma ninfa. Um dia, quando a nereida repousava com seu amante junto ao mar, ambos foram vistos por Polifemo. Este perseguiu Ácis e terminou por esmagá-lo com uma enorme rocha. Galateia reviveu seu amado convertendo-o em um rio de águas límpidas, apelando para a mãe deste, uma ninfa dos rios. Em seguida, lançou-se ao mar, indo viver nas ondas que tocam as areias com suas espumas brancas, sem retornar à terra.  

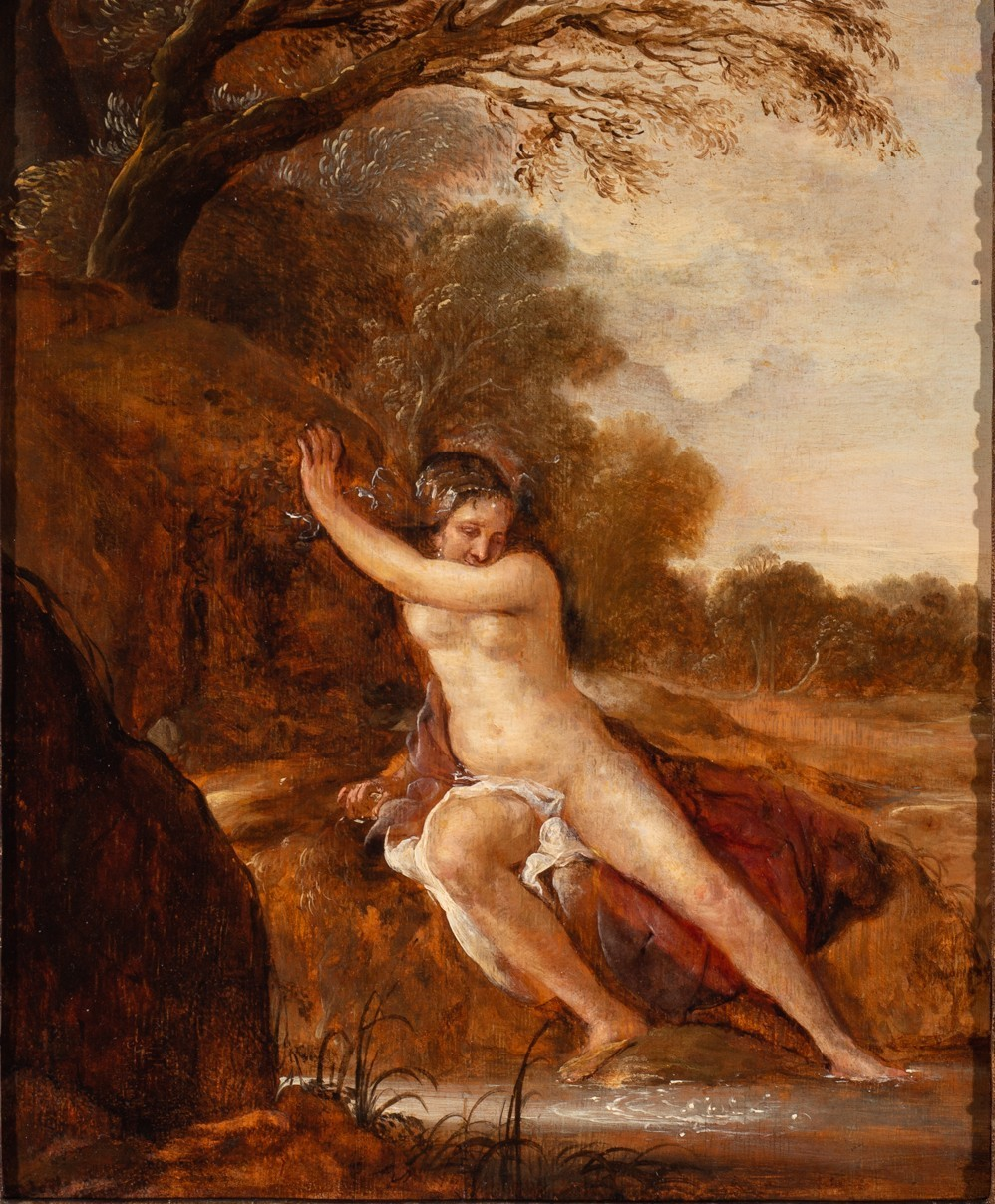
Galateia na beira do rio, [Gabriel Metsu], Casa Museu Eva Klabin.

Galateia é descrita por Filoxeno como de "cachos dourados". 

## Galatea (estátua)
Pigmalião, escultor lendário de Chipre, via tantos defeitos nas mulheres que começou a abominá-las. Certo dia esculpiu uma estátua tão linda que se apaixonou por ela. Pigmalião ficava horas com a estátua, apalpava-a para verificar se estava viva e dava presentes com os quais toda mulher do mundo sempre sonhou. Pigmalião orou a Afrodite, que, compadecida, deu vida à estátua, chamando-a Galatea.
1. ↑  autores, Varios (5 de agosto de 2016). Lírica griega arcaica (poemas corales y monódicos, 700-300 a.C.) (em espanhol). [S.l.]: RBA Libros